# Тис (річка, Велика Британія)
Тіс (англ. Tees) — річка на півночі Англії. Витік знаходиться на східному схилі Крос-Фел у горах Пенні-Гілс, тече протягом 137 км на схід, впадає в Північне море. Гирло знаходиться між містами Гартлпул і Редкар. Площа басейну становить близько 1834 км. Річка не має будь-яких значних приток. Річкою проходить кордон між історичними графствами Дарем і Йоркшир в низов'ях Тиси і графствами Дарем і Уестморленд у верхів'ях.

## Легенди
За англійським повір'ям, у цій річці живе нечисть, під назвою Пег Паулер. Вона топить дітей, блукаючих біля мілководдя босоніж.